# Ванноти, Людвиг Осипович
Людвиг (Яков) Осипович Ванноти (нем. Alois Ludwig Vannotti; 1771—1819) — анатом немецкого происхождения, профессор Харьковского университета.

## Биография
Родился в 1771 году в немецкой семье из Фрейбург в Брайсгау. В 1798 году получил во Фрайбургском университете степень доктора медицины; несколько лет состоял обер-хирургом при Императорской Римской армии во время войны с Францией, затем в течение года обучался практической анатомии в Аугсбурге; совершенствовался медицине в Вене и практиковал во Львове, где была напечатана его книга (на польском языке) «О прививании коровьей оспы».
Был приглашён в Харьков — адъюнктом и прозектором анатомии в открывающийся университет. Прибыл в Харьков 29 мая 1805 года. Поскольку там не было ещё ни анатомического театра, и ни одного слушателя, он в 1805—1807 годах читал для студентов Харьковского коллегиума лекции ботаники и физики, а также медицинской энциклопедии. Также, для студентов физико-математического факультета в 1805/1806 уч. году он читал лекции по антропологии. Со второй половины 1806 года по 1811 год преподавал анатомию, физиологию, судебную медицину и медицинскую полицию; в 1810 году получил кафедру фармакологии, рецептуры и истории медицины.
С 1806 по 1813 годы был секретарём медицинского факультета университета. С 1811 года — экстраординарный, с 1812 года — ординарный профессор медицинского веществословия. В 1816—1818 годах он также читал фармацию и заведовал фапмацевтической лабораторией.
Умер в Харькове после длительной болезни 1 (13) февраля 1819 года (по другим сведениям — 7 февраля).